# Eulithis destinata
Eulithis destinata là một loài bướm đêm trong họ Geometridae.